# François Paquin
François Paquin, né le 11 mars 1989 à Sherbrooke dans la province de Québec au Canada, est un joueur professionnel canadien de hockey sur glace qui évolue au poste de défenseur puis de centre aux Boxers de Bordeaux.

## Biographie
Né à Sherbrooke, François Paquin grandit à Danville, à 60 km au nord. Il y fait ses premiers pas sur des patins sur des patinoires extérieures, puis est formé aux Cascades des Bois-Francs,. En 2005, à 16 ans, il est recruté par l'équipe de l'Université du Québec à Trois-Rivières, les Estacades, en Junior AAA, après avoir été recalé à un premier camp d'été. Il n'y joue que sept matchs pour autant de défaites, avant que l'équipe ne décide de recruter à sa place un défenseur plus robuste et physique : il est en effet un défenseur à petit gabarit (1,80 mètre pour environ 80 kg), préférant le jeu rapide, dans un rôle de défenseur très offensif,.
En 2006-2007, il intègre pour quatre matchs la Ligue de hockey junior AAA du Québec avec les Titans de College Laflèche. La saison suivante, il joue sa véritable première saison AAA avec les Inouk de Granby, où il inscrit 21 points (5 buts et 16 mentions d'aide) en 46 matchs joués,. Il est alors recruté par les Titans de Princeville (nouveau nom des Titans de College Laflèche à la suite de leur changement de ville), où il comptabilise en deux saisons 100 points pour 122 matchs joués.

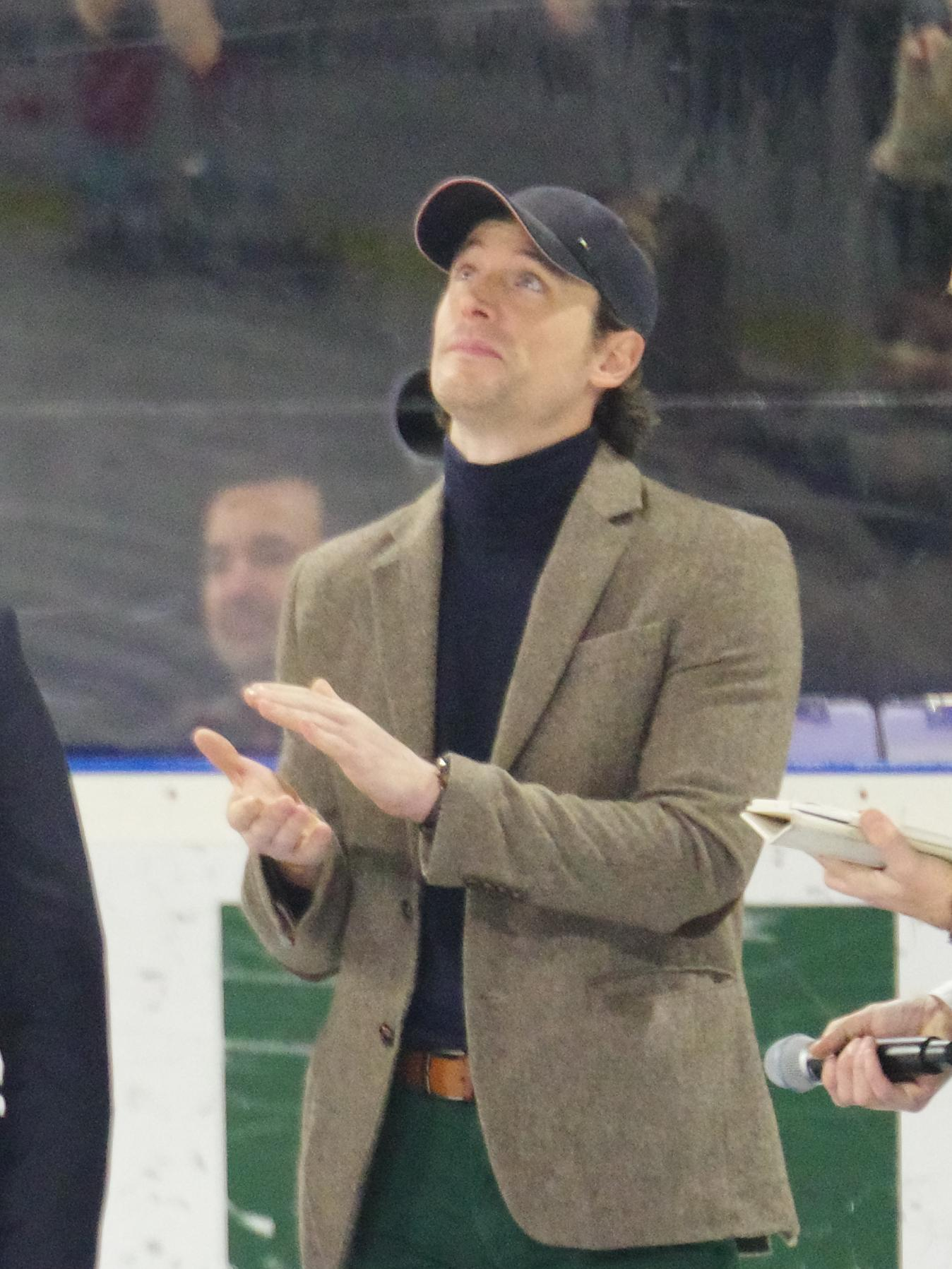
François Paquin le 20 janvier 2023 pendant la cérémonie de retrait de son numéro.

En 2010, son parcours junior s'achevant et son gabarit le handicapant pour jouer plus haut en Amérique du Nord, il est recruté par les Boxers de Bordeaux, qui évoluent alors au deuxième niveau français (appelé Division 1) et cherchent un remplaçant à Dave Grenier. Malgré plusieurs propositions d'autres clubs l'année suivante, il s'installe durablement à Bordeaux, où il deviendra assistant-capitaine puis capitaine. Après deux troisièmes places et une finale perdue, l'équipe remporte le championnat de Division 1 en 2015 et il est conservé pour sa première saison dans la Ligue Magnus, l'élite du hockey français, toujours en tant que capitaine.
Après douze saisons à Bordeaux, son seul club professionnel, il met un terme à sa carrière de joueur à la fin de la saison 2021-2022. Les Boxers annoncent que son numéro, le 55, est retiré. La cérémonie de retrait a lieu le 20 janvier 2023, avant un match des Boxers contre l'Hormadi Anglet.

## Statistiques
| Saison              | Équipe                     | Ligue               |     | Saison régulière | Saison régulière | Saison régulière | Saison régulière | Saison régulière | Saison régulière |   | Séries éliminatoires | Séries éliminatoires | Séries éliminatoires | Séries éliminatoires | Séries éliminatoires | Séries éliminatoires |
| Saison              | Équipe                     | Ligue               | PJ  | B                | A                | Pts              | Pun              | +/-              | PJ               | B | A                    | Pts                  | Pun                  | +/-                  |                      |                      |
| 2005-2006           | Estacades Trois-Rivières   | QMAAA               | 7   | 0                | 1                | 1                | 2                |                  |                  |   |                      |                      |                      |                      |                      |                      |
| 2006-2007           | Titans de College Laflèche | LHJAAAQ             | 4   | 0                | 0                | 0                | 0                |                  |                  |   |                      |                      |                      |                      |                      |                      |
| 2007-2008           | Inouk de Granby            | LHJAAAQ             | 46  | 5                | 16               | 21               | 8                | 21               | 10               | 0 | 3                    | 3                    | 0                    | 0                    |                      |                      |
| 2008-2009           | Titans de Princeville      | LHJAAAQ             | 49  | 6                | 23               | 29               | 44               | -2               | 14               | 0 | 7                    | 7                    | 6                    | -1                   |                      |                      |
| 2009-2010           | Titans de Princeville      | LHJAAAQ             | 49  | 8                | 46               | 54               | 14               | 26               | 10               | 2 | 8                    | 10                   | 8                    | -1                   |                      |                      |
| 2010-2011           | Boxers de Bordeaux         | Division 1          | 26  | 5                | 23               | 28               | 2                |                  | 6                | 1 | 2                    | 3                    | 6                    |                      |                      |                      |
| 2011-2012           | Boxers de Bordeaux         | Division 1          | 26  | 10               | 18               | 28               | 16               |                  |                  |   |                      |                      |                      |                      |                      |                      |
| 2012-2013           | Boxers de Bordeaux         | Division 1          | 21  | 3                | 9                | 12               | 18               |                  | 4                | 0 | 2                    | 2                    | 2                    |                      |                      |                      |
| 2013-2014           | Boxers de Bordeaux         | Division 1          | 17  | 3                | 9                | 12               | 14               | 8                | 9                | 2 | 1                    | 3                    | 6                    | 2                    |                      |                      |
| 2014-2015           | Boxers de Bordeaux         | Division 1          | 17  | 0                | 9                | 9                | 8                | 13               | 8                | 0 | 3                    | 3                    | 0                    | 2                    |                      |                      |
| 2015-2016           | Boxers de Bordeaux         | Ligue Magnus        | 22  | 1                | 10               | 11               | 8                | -4               | 9                | 0 | 1                    | 1                    | 2                    | 1                    |                      |                      |
| 2016-2017           | Boxers de Bordeaux         | Ligue Magnus        | 43  | 1                | 11               | 12               | 16               | 7                | 11               | 1 | 1                    | 2                    | 2                    | -5                   |                      |                      |
| 2017-2018           | Boxers de Bordeaux         | Ligue Magnus        | 43  | 2                | 6                | 8                | 10               | 6                | 11               | 1 | 1                    | 2                    | 2                    | -1                   |                      |                      |
| 2018-2019           | Boxers de Bordeaux         | Ligue Magnus        | 35  | 1                | 4                | 5                | 6                | 1                | 7                | 1 | 0                    | 1                    | 2                    | 0                    |                      |                      |
| 2019-2020           | Boxers de Bordeaux         | Ligue Magnus        | 40  | 6                | 14               | 20               | 14               | 4                | 4                | 0 | 1                    | 1                    | 0                    | -3                   |                      |                      |
| 2020-2021           | Boxers de Bordeaux         | Ligue Magnus        | 23  | 3                | 3                | 6                | 4                | -6               | -                | - | -                    | -                    | -                    | -                    |                      |                      |
| 2021-2022           | Boxers de Bordeaux         | Ligue Magnus        | 34  | 2                | 2                | 4                | 20               | -14              | 4                | 0 | 1                    | 1                    | 2                    | -2                   |                      |                      |
| Totaux LHJAAAQ      | Totaux LHJAAAQ             | Totaux LHJAAAQ      | 148 | 19               | 85               | 104              | 66               | 45               | 34               | 2 | 18                   | 20                   | 14                   | -2                   |                      |                      |
| Totaux Division 1   | Totaux Division 1          | Totaux Division 1   | 107 | 21               | 68               | 89               | 58               | 21               | 27               | 3 | 8                    | 11                   | 14                   | 4                    |                      |                      |
| Totaux Ligue Magnus | Totaux Ligue Magnus        | Totaux Ligue Magnus | 240 | 16               | 50               | 66               | 78               | -5               | 46               | 3 | 5                    | 8                    | 10                   | -10                  |                      |                      |
| Totaux              | Totaux                     | Totaux              | 502 | 56               | 204              | 260              | 203              | 61               | 107              | 8 | 31                   | 39                   | 38                   | -8                   |                      |                      |